# Castello di Gioia Sannitica
Il castello di Gioia Sannitica è una architettura di origine normanna in provincia di Caserta, di cui restano oggi cospicui resti su di un colle isolato in contrada Caselle.

## Storia
Nel Catalogus Baronum, scritto sotto la dominazione normanna, si cita la presenza in Gioia di un feudatario che probabilmente edificò il castello, successivamente ristrutturato sotto gli Svevi e gli Angioini con il rafforzamento della cortina verso l'esterno, l'edificazione di una nuova porta d'accesso con archi gotici e la creazione di una scarpata in muratura.
Il terremoto del 1394 provocò diversi danni e danneggiò la torre principale.
Lo spopolamento del castello e del sottostante piccolo borgo avvenne probabilmente nel XV secolo o già alla fine del XIV secolo sia a causa dei danni portati dal terremoto, sia per le diverse epidemie di peste che sconvolsero e in molti casi portarono allo spopolamento di alcuni borghi  del Volturno.

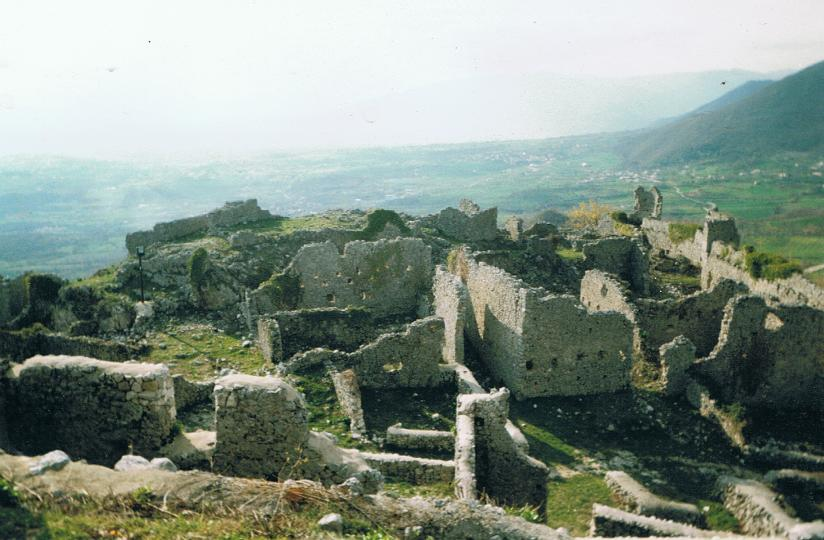
Particolare dei resti del borgo annesso al castello

Nei secoli successivi la struttura non fu più abitata come testimoniano la mancanza di architetture postume e il ritrovamento di frammenti ceramici datati sino al XIV secolo.

## Descrizione
L'area archeologica, cui si accede dopo aver attraversato un antico portale, si divide nel vero e proprio castello (a sinistra) dominato dalla torre principale di forma cilindrica, e dal borgo (a destra) sviluppatosi alle pendici del primo.
Per visitare i resti del castello si deve percorrere uno stretto percorso delimitato a sinistra dalle mura del forte ed a destra da un ripido e profondo dirupo.
Le diverse murature mostrano le stratificazioni delle diverse opere edilizie. Vicino al torrione vi è un ampio spazio con un camino dove probabilmente era sito il salone del castello.
Il sito è visitabile ogni fine settimana.